# Ophion operator
Ophion operator är en stekelart som beskrevs av Olivier 1811. Ophion operator ingår i släktet Ophion och familjen brokparasitsteklar. Inga underarter finns listade i Catalogue of Life.